# Stromatinia
Stromatinia es un género de hongos en la familia Sclerotiniaceae.